# Эхо (Marvel Comics)
Эхо  (англ. Echo), настоящее имя Майя Лопес  (англ. Maya Lopez), также известная как Ронин (англ. Ronin) — супергероиня, появляющаяся в комиксах издательства «Marvel Comics». Чаще всего появляется как союзница Сорвиголовы.
Майя — девушка индейского происхождения. Она является одной из немногих глухих персонажей комиксов. Когда Майя действовала под личностью Эхо, её можно было легко узнать по белому отпечатку ладони, охватывающему половину её лица.
Алаква Кокс исполняет роль Майи Лопес в киновселенной Marvel, начиная с сериалов «Соколиный глаз» и «Эхо».

## История публикаций
Майя Лопес впервые появилась в Daredevil vol. 2 #9 (Декабрь, 1999) и была создана сценаристом Дэвидом Макой и художником Джо Кесадой. Первоначально она была врагом Сорвиголовы, считая, что он повинен в гибели её отца, однако, начиная с Daredevil vol. 2 #15 (Апрель, 2001) перешла на сторону героя и часто появлялась на страницах комиксов о нём в качестве вспомогательного персонажа.
Майя Лопес впервые появилась в качестве Ронина в New Avengers #11 (ноябрь 2005), хотя персонаж появлялся на обложках более ранних выпусков. Личность Ронина была выявлена в New Avengers #13 (январь 2006).
Брайан Майкл Бендис, создавший Новых Мстителей признался, что первоначально хотел, чтобы за личностью Ронина скрывался Мэтт Мёрдок, но замысел так и не был воплощён в жизнь из-за конфликтов с авторами комиксов о Сорвиголове.

## Биография

### Происхождение
Когда Майя Лопес была ещё совсем ребёнком, её отец, известный как Безумный конь, был убит Кингпином. 
Умирающий отец Майи оставил отпечаток окровавленной ладони на лице дочери. Его предсмертным желанием к Кингпину, который был его деловым партнёром, было уберечь Майю. Он взял с Фиска обещание, что тот будет растить и заботиться о Мае как о собственной дочери.
Из-за того, что Маю стали воспринимать как умственно отсталую, она была отправлена в престижную школу для людей с ограниченными возможностями. Там она впервые продемонстрировала свои таланты: по памяти в точности повторила песню на пианино. Впоследствии девушка была переведена в школу для одарённых подростков.
Однажды, во время посещения могилы её отца, Майя спросила Фиска как умер её отец. Тот ответил, что его убил Сорвиголова. С этого момента целью Майи стало убийство супергероя.

### Эхо
Кингпин отправляет Майю на встречу с Мэттом Мёрдоком, чтобы выявить его слабость. Со временем Мэтт и Майя влюбляются друг в друга. Вскоре она берёт себе личность Эхо и ставит на своём лице белый отпечаток руки, напоминающий кровавый след, который оставил её отец перед смертью. Эхо становится свидетельницей схватки между Меченым и Сорвиголовой и выступает против последнего. Она с лёгкостью распознаёт его слабость и заманивает супергероя в то место, где его обострённые чувства оказываются бесполезны. Майя практически убивает его, но отказывается от решающего удара, узнав, что Сорвиголова и Мэтт один и тот же человек. Мёрдок убеждает Майю, что Кингпин всё это время лгал ей. В отместку, Эхо нападает на Фиска и ослепляет его.
Майя, поняв весь ужас своих действий, а также проанализировав её прошлое, которое она провела во лжи, сбегает из США, чтобы понять, кто она на самом деле. Вернувшись, она пытается воссоединиться с Мэттом, однако узнаёт, что он состоит в отношениях со слепой женщиной по имени Мила Донован. Также она выясняет, что Кингпин всё ещё жив. Эхо посещает Фиска в тюрьме, где он говорит ей, что не винит её и до сих пор считает своей дочерью. По-прежнему нуждающаяся в мире Майя обращается за советом к старому другу её отца, известного своей мудростью. Он отправляет Майю в путешествие, где она встречает Росомаху, который помогает ей исцелить душу, а также знакомит с японской культурой.

### Ронин и Мстители

Майя в образе Ронина на обложке New Avengers #11 (ноябрь 2005).

Когда личность Сорвиголовы была обнародована, Мэтт больше не мог быть частью Новых Мстителей, так как не хотел запятнать репутацию таких героев как Человек-паук и Капитан Америка. Работая с ними, Сорвиголова порекомендовал Капитану Америке обратиться за помощью к Майе Лопес, чтобы выследить Серебряного Самурая в Японии. Майя берёт себе новую супергеройскую личность, при которой скрывает свой голос и пол, и именует себя Ронином, что означает самурай без хозяина.
После присоединения к Мстителям, Майя возвращается в Японию, где следит за Электрой Начиос, которая, по слухам, управляет преступной организацией Рука. Во время событий Гражданской войны, в которой супергерои разделяются на два лагеря, Майя борется с Электрой, однако проигрывает схватку и погибает. Вскоре её возрождают члены Руки, как когда-то они воскресили Электру. Тем не менее, они захватывают Майю в плен и промывают ей мозги, превратив в безмолвную хладнокровную убийцу. Люк Кейдж, Человек-паук, Росомаха, Доктор Стрэндж, Женщина-паук, Железный кулак и новый Ронин вызволяют её из плена. Во время переговоров между Люком Кейджем и Электрой Майя, будучи под контролем Руки, атакует Доктора Стрэнджа. Она вступает в бой против Мстителей, однако Стрэндж и его помощник Вонг возвращают Майе рассудок. Майя немедленно вступает в бой против с Электрой и закалывает её своим мечом. Позже было выявлено, что это была не настоящая Электра, а замаскированный скрулл. Мстители отправляются в Святая Святых Доктора Стрэнджа, где Майя позволяет Клинту Бартону использовать личность Ронина. Затем команда отправляется в башню Старка, чтобы остановить суперзлодея по прозвищу Капюшон. Там они сталкиваются с Могучими Мстителями и сражаются с армией симбиотов. Майя подвергает нападению одного из них, однако Железному человеку удаётся исцелить всех заражённых людей.

### Мировая война Халка
Во время Первой мировой войны Халка Майя пытается защитить Рика Джонса от Херуима и Эллое, когда те вторгаются в «Святая Святых», чтобы похитить Доктора Стрэнджа. Майя потерпела поражение, сражаясь бок о бок вместе с Ронином и Железным кулаком. Все трое были заключены в тюрьму, наряду с другими побеждённым героями. После финальной битвы между Халком и Часовым все супергерои были освобождены.
После этих событий, Майя стала сопровождать Новых Мстителей на заданиях. Она помогла Могучим Мстителям в Нью-Йорке, когда жители были захвачены инопланетными симбиотами.

### Секретное вторжение
После битвы с Капюшоном Святая Святых Доктора Стрэнджа была сильно разрушена. Новые Мстители переезжают в одну из арендованных квартир Железного кулака, используя её как штаб-квартиру, но уже без Доктора Стрэнджа. Сначала Майя не воспринимала вторжение как что-то серьёзное и даже сопереживала скруллам. Вскоре её мнение меняется, когда она подвергается нападению скрулла, замаскированного под Сорвиголову. Благодаря Росомахе Майя смогла отразить атаку скруллов. На следующий день у Эхо состоялся откровенный разговор с Клинтом Бартоном, после чего между ними завязались отношения.
Во время вторжения скруллов Майя и её команда отправились на Дикую Землю, дабы исследовать потерпевший крушение корабль пришельцев. Затем они и Могучие Мстители сражались со скруллами, замаскированных под супергероев. Впоследствии Майя столкнулась с королевой Веранке и была побеждена ею. Восстановившись, Майя и её товарищи отправились в Нью-Йорк, чтобы помочь в отражении вторжения.

### Эра героев
После реформирования Новых Мстителей во время событий Эры героев, Люк Кейдж и его жена Джессика Джонс ищут няню для их ребёнка. Эхо откликается на предложение, ошибочно посчитав, что ей предлагают вернуться в команду.

### Лунный рыцарь
Эхо появляется в обновлённой серии комиксов о Лунном рыцаре. Она действует под прикрытием в одном из стрип-клубов Лос-Анджелеса, где спасает Марка Спектора от галлюцинаций. Между ними завязываются романтические отношения. Майя и Марк объединяются, чтобы расследовать, кто является главной криминальной фигурой Лос-Анджелеса. Впоследствии Эхо была убита графом Нафарии, человеком, который хотел стать новым Кингпином.

## Силы и способности
Майя Лопес является спортсменкой олимпийского уровня с безупречными рефлексами, которые позволяют ей скопировать боевой стиль любого человека, подобно Таскмастеру. Лишь благодаря наблюдению за действиями других людей, Майя обучилась игре на пианино, стала мастером боевых искусств, высококвалифицированной акробаткой и талантливой балериной. Проследив за Сорвиголовой, Майя овладела всеми его приёмами.
Несмотря на большой потенциал, глухота Майи сильно сказывается на её образе жизни. Её зависимость от визуального наблюдения делает Майю абсолютно беспомощной в темноте. Эхо способна понимать других людей лишь благодаря чтению по губам. Когда она впервые встречает Мстителей, Капитан Америка повторяет ей все вопросы Железного человека, носящего маску. Тем не менее, если маска достаточно тонкая (как у нового Ронина и Человека-паука), Майя может понять речь человека. Когда она приобрела силу Феникса, она получила телепатию, полёт, сверхчеловеческую силу и способность генерировать пламя космической энергии.

## Альтернативные версии

### Ultimate Marvel
В Ultimate Spider-Man неизвестная девушка, одетая в классический костюм Эхо, была задержана полицией. Примечательно, что девушка спрашивает у полицейских:Кому вы можете доверять?, что является отсылкой на любимую фразу Майи Лопес, произнесённую ей во время событий New Avengers и Secret Invasion.

### Daredevil: End of Days
Майя Лопес появляется в Daredevil: End of Days, где рассказывается, что она ушла из Мстителей и стала профессором в колледже. Она даёт интервью Бену Уриху и рассказывает о смерти Мэтта Мёрдока.

## Вне комиксов

### Киновселенная Marvel
- Алаква Кокс исполнила роль Эхо в сериале «Соколиный глаз», действие которого разворачивается в рамках Киновселенной Marvel[17]. Маленькую Майю сыграла Дарнелл Бесо. Она выступает лидером мафиозной группировки, поддерживая общение со своими подчинёнными через заместителя Кази посредством американского языка жестов. Кроме того она вынуждена носить ножной протез. В прошлом, её отец Уильям Лопес был убит Клинтом Бартоном, действовавшим под псевдонимом Ронин, после чего Майя была воспитана и обучена своим «дядей». По сюжету, она выходит на след Кейт Бишоп, случайно взявшую на себя личность Ронина. Люди Майи похищают Бартона и захватывают попытавшуюся его спасти Бишоп, однако обоим удаётся сбежать от мафии.
- Кокс повторит роль Эхо в собственном одноимённом сериале, спин-оффе «Соколиного глаза»[18].

### Телевидение
- Подростковая версия Майи впервые появилась в 3 сезоне  мультсериала «Ultimate Spider-Man» 2012 года, где её озвучила Роза Салазара. В эпизоде «Агент Веном», Майя рассматривается «Щ.И.Т.ом» как одна из молодых супергероев[19].

### Видеоигры
- Эхо является одним из боссов игры Daredevil, адаптации фильма «Сорвиголова». В игре она выступает как отрицательный персонаж. После погони за ней по территории нью-йоркского метро, Сорвиголова настигает и побеждает её.
- Майя Лопес, как Ронин, появляется как эксклюзивный персонаж Marvel: Ultimate Alliance для версии PSP.
- Тонанцин Кармело озвучила Эхо в игре LEGO Marvel’s Avengers[20].

### Книги
Майя Лопес появляется в книге «Человек-паук. Вражеский захват», приквелу к видеоигре «Spider-Man». По сюжету, Майя, обвинившая Человека-паука в смерти её отца, замышляет заговор против супергероя вместе с Кингпином и Корнажем. Тем не менее, впоследствии Человек-паук доказывает ей, что за убийством её отца стоял Фиск, после чего они становятся союзниками. Она предоставляет доказательства для изобличения Кингпина, что позволяет завести против него уголовное дело и приводит к событиям оригинальной игры.